# Jour de l'Indépendance (Pakistan)
Pour les articles homonymes, voir Jour de l'indépendance.

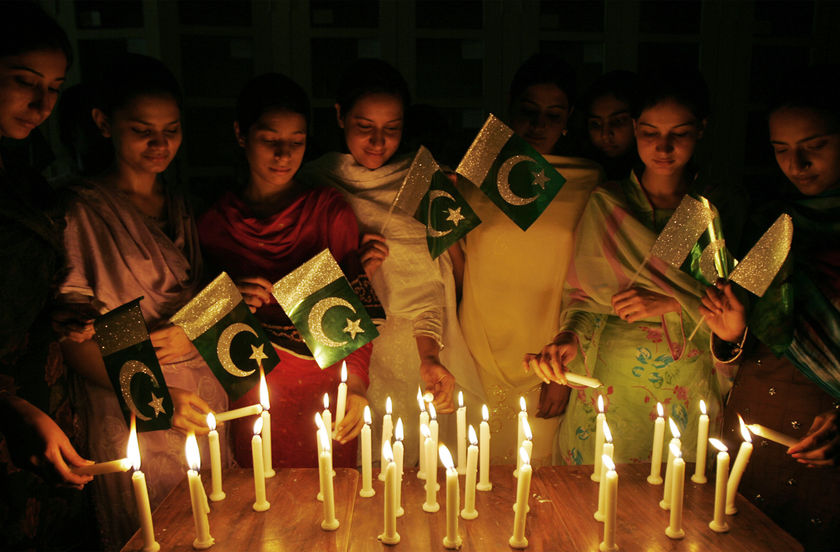
Femmes pakistanaises célébrant l'indépendance.

Le Jour de l'Indépendance (en ourdou : یوم آزادی) au Pakistan est la fête nationale du pays. Elle se tient tous les 14 août pour célébrer la fondation du pays le 14 août 1947, qui devient alors indépendant du Raj britannique.
L'indépendance du pays est le résultat du travail du Mouvement pour le Pakistan porté par la Ligue musulmane menée par Muhammad Ali Jinnah, qui revendiquait la création d'une nation pour les musulmans du sous-continent indien. 
Pour son indépendance, le pays obtient d'abord le statut de « Dominion du Pakistan », encore rattaché à la couronne britannique. Le pays devient une république islamique en 1956 après avoir adopté sa première constitution, se détachant définitivement du Royaume-Uni.  
Le 14 août est un jour férié au Pakistan, et l'évènement est célébré dans la nuit du 14 au 15. Comme l'Inde, le pays a en effet officiellement obtenu son indépendance le 15 août à minuit et cette date est celle de la fête nationale indienne. Le Pakistan a avancé cette date d'une journée pour diverses raisons, notamment pour se démarquer de l'Inde et coïncider avec une « Nuit du Destin » du ramadan,.